# Żmijewo (województwo kujawsko-pomorskie)
Żmijewo – osada w Polsce położona w województwie kujawsko-pomorskim, w powiecie brodnickim, w gminie Zbiczno.
W latach 1975–1998 miejscowość administracyjnie należała do województwa toruńskiego.
W Żmijewie znajduje się kościół gotycki z pierwszej połowy XIV w., należący do parafii pod wezwaniem św. Jakuba Apostoła.
Ze Żmijewa pochodzi Sławomir Morawski, polski polityk, wojewoda ciechanowski, starosta powiatu ciechanowskiego.

## Zabytki
Według rejestru zabytków NID na listę zabytków wpisany jest kościół parafialny pw. św. Jakuba, ok. 1330, 1935, nr rej.: A-135/58 z 7.02.1931.